# Мальцев, Юрий Владимирович
Юрий Владимирович Мальцев (1932, Ростов-на-Дону — 2017, Италия) — советский диссидент, итальянист и историк литературы.
В 1955 г. окончил Филологический факультет ЛГУ. В 1960-е переехал в Москву и преподавал итальянский язык на историческом факультете МГУ. Работал переводчиком.
В декабре 1964 г. подал заявление в Верховный Совет СССР об отказе от советского гражданства и желании уехать в Италию, после чего был уволен из МГУ.
В 1968 г. подписал обращение в защиту Александра Гинзбурга и Юрия Галанскова. Выступил с протестом против осуждения участников «Демонстрации семерых» на Красной площади. Опубликовал в зарубежных газетах «Обращение к Генеральному Секретарю ООН г-ну У Тану».
В 1969 г. вошёл в состав Инициативной группы по защите прав человека в СССР. Работал почтальоном на телеграфе.
В октябре 1969 г. был вызван в райвоенкомат с направлением на медкомиссию для установления годности к военной службе, откуда был принудительно доставлен в психиатрическую больницу им. Кащенко. В ноябре 1969 г. выписан из больницы.
В 1972—1973 гг. вызывался КГБ на допросы по делу самиздата «Хроники текущих событий».
В апреле 1974 г. эмигрировал в Италию, жил под Падуей. Преподавал русский язык и литературу в университетах Пармы и Милана. Сотрудничал в газетах «Новое русское слово», «Русская мысль», журналах «Грани» и «Континент».

## Публикации

### Книги
- Репортаж из сумасшедшего дома. — 1974
- Вольная русская литература. — Издательство «Посев», 1976
  - Мальцев Ю. В. Вольная русская литература / сост., науч. ред. М. Г.Талалай. — СПб. : Алетейя, 2023. — 590 с. — ISBN ISBN 978-5-00165-686-9.